# Dària Trépova
Dària Ievguénievna Trépova (nascuda el 16 de febrer de 1997 a Sant Petersburg, Rússia) resident actualment a Sant Petersburg, és acusada d'haver comès una explosió en un esdeveniment en què va participar un corresponsal militar i bloguer propagandista Vladlén Tatarski, a conseqüència del qual va morir el mateix Tatarski, i més de 40 persones van resultar afectades.

## Biografia
Dària Trépova va néixer el 16 de febrer de 1997 a Sant Petersburg. Va rebre l'educació secundària al Lyceum No. 408 de Puixkin. La publicació Moskovsky Komsomolets va assenyalar que el pare d'ella va morir quan ella estava acabant els seus estudis al Liceu. Després de la mort del seu marit, la mare de Trépova va entrar en una nova relació i, segons els informes dels mitjans de comunicació, estava de baixa de maternitat l'abril de 2023. Malgrat els problemes familiars, Daria va aconseguir obtenir índexs elevats en aprovar l'examen d'estat unificat: per exemple, la noia va aprovar l'examen de llengua russa amb 100 punts sobre 100 possibles. La interlocutora del Servei Rus de la BBC, Trépova, durant els seus estudis al Liceu, va ser recordada com una noia alegre que no s'adheria a cap visió política.
Segons informes dels mitjans de comunicació, després de graduar-se a l'escola, Trépova va entrar a la facultat de medicina de la Universitat Estatal de Sant Petersburg. La publicació "Kommersant" assenyala que a les xarxes socials la noia criticava els companys de classe, després que les conferències incloguessin "cançons dels cantants de Putin ". Trépova va combinar els seus estudis a la universitat amb una feina a temps parcial en odontologia, i més tard amb encàrrecs com a dissenyadora autònoma i treballant com a administradora en una botiga de roba vintage. Com van assenyalar els coneguts de Daria, es va posicionar com a feminista i vegana, i també va assistir a esdeveniments de l'oposició russa. El 2019, Trépova es va expulsar voluntàriament de la universitat.
Després de l'inici de la invasió russa a gran escala del territori d'Ucraïna, Daria Trépova va participar en protestes contra la guerra⁣: el 24 de febrer de 2022, a les 20:05, Trépova va ser detinguda davant de la casa número 35 de Nevsky Prospekt a St. Petersburg i posteriorment arrestada pel Tribunal de Districte de Krasnoselsky de Sant Petersburg durant 10 dies "per violar les normes sanitàries i interferir amb la circulació de vianants i vehicles" (article 20.2.2 del Codi d'infraccions administratives de la Federació Russa):"En la decisió no es donen proves de la culpabilitat de Trépova; només s'indica que va ignorar la demanda policial de dispersar-se i va continuar participant voluntàriament en l'esdeveniment. Mentre que "les persones que no participaven en l'esdeveniment... van abandonar el lloc amb molta antelació". El seu advocat defensor no va recórrer la detenció de Trépova, segons assenyalà el servei rus de la BBC. Més tard es va traslladar a Moscou, on va llogar un apartament prop de l'estació de metro de Medvedkovo, i després a Geòrgia, on va viure sis mesos.
A causa de dificultats financeres, Trépova es va veure obligada a tornar a Rússia. Els mitjans van parar atenció a les publicacions de Twitter de la noia que va deixar l'octubre del 2022, en què, per exemple, va informar que "pensava en el suïcidi de 20 a 150 vegades al dia" "sense cap indici d'autocompassió". Trépova va esborrar el seu compte de Twitter el mes següent.
El 9 de març de 2023 Trépova es va registrar com a empresària individual (tip d'activitat pel COEED - comerç amb detall pel correu o per la xarxa d'informació i comunicació Internet)."Segons la informació dels amics, les possibilitats econòmiques de Darya Trepowa va augmentar notablement, ja que ella va vendre coses i accessoris", va assenyalar el diari Kommersant.

## Acusació penal
El 2 d'abril de 2023, al local del cafè Patriot (abans Street Food Bar núm. 1), situat al centre de Sant Petersburg i propietat de Yevgeny Prigozhin, on en aquell moment membres de la discussió Cyber Front Z club es trobaven amb un corresponsal militar i un blogger propagandista Maxim Fomin, més conegut sota el pseudònim de Vladlen Tatarsky, hi va haver una explosió. A conseqüència de l'incident, el mateix Tatarsky va morir a l'acte i 42 persones van resultar ferides. El Departament d'Investigació Principal del Comitè d'Investigació de Rússia per a Sant Petersburg va iniciar un cas penal per un assassinat comès d'una manera generalment perillosa (paràgraf "e" part 2 de l'article 105 del Codi Penal de la Federació Russa), però més tard es va canviar la qualificació: els investigadors van veure en el que va passar indicis d'un acte terrorista.
Al cap de poc temps, es va saber que Dària Trépova era sospitada d'haver comès el crim, que, segons els investigadors, va estar present en una reunió amb Tatarsky i li va lliurar una estatueta (un bust del mateix Tatarsky), presumiblement farcida d'explosius. El Comitè d'Investigació també va declarar que Trépova, "seguint les instruccions de persones que operaven des del territori d'Ucraïna, va portar una figureta plena d'explosius a un cafè al centre de Sant Petersburg i la va lliurar al corresponsal militar Maxim Fomin", informacions molt similars a les declaracions del Comitè Nacional Antiterrorista, on l'explosió va estar relacionada amb les activitats del Fons Anticorrupció declarat extremista a Rússia. Trépova va ser posada a la llista federal de persones buscades, i l'endemà va ser detinguda.
Trépova va ser detinguda i traslladada a Moscou com a mesura de contenció, també va ser acusada de cometre un atac terrorista i portar il·legalment artefactes explosius (paràgraf "e", part 2, article 105, part 4, article 222.1 del Codi Penal de la Federació Russa). El 4 d'abril el Tribunal de Districte de Basmanny de la ciutat de Moscou va atorgar la petició de la investigació per prendre Trépova com a mesura de contenció en forma de detenció i va detenir la noia durant dos mesos. La investigació es va fer a porta tancada "per tal de preservar el secret de la investigació preliminar", Trépova i la seva defensa s'hi van oposar. El 12 d'abril es va saber que la defensa de Trépova va apel·lar la detenció, però el 24 d'abril el Tribunal Municipal de Moscou va confirmar la mesura preventiva. El 28 d'abril Rosfinmonitoring va afegir Trépova a la llista de persones i organitzacions respecte a les quals hi ha informació sobre la seva implicació en activitats extremistes o terroristes. L'1 de juny, el tribunal va prorrogar la detenció de Trépova per tres mesos.

## Família
Casada amb l'activista polític i membre del Partit Llibertari de Rússia Dmitri Rilov, junts els cònjuges van participar en protestes contra la guerra; però tal com assenyalà Kommersant, alguns canals de Telegram caracteritzaren aquest matrimoni com a fictici. Després de l'inici de la mobilització a Rússia, Rylov va abandonar Rússia i va marxar a Geòrgia.